# معماری مدل-محور

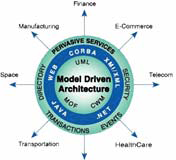
معماری مدل رانده

معماری مدل-رانده (Model Driven Architecture - MDA) یک استاندارد است که توسط(object management group) OMG ارائه شد. گروه OMG در سال ۱۹۸۹ شکل گرفت. این گروه از ائتلاف چند سازمان ایجاد شده‌است و هدف آن ایجاد استانداردهای و تشویق به کارگیری شیءگرایی است. طی دهه ۹۰ OMG مجموعه استانداردهایی را ایجاد کرد که در مجموع به آن‌ها معماری مدیریت شیء گفته می‌شود.